# Ashdot Ya'akov Meuhad
Ashdot Ya'akov Meuhad est un kibboutz du nord est d'Israël.

## Histoire
Il est créé en 1953 par des membres du mouvement Akhdut HaAvoda. 

## Activités du kibboutz
- agriculture, Coton, Avocat (fruit), tomate.